# علم مبهمات القرآن
علم مبهمات القرآن أحد علوم القرآن و يُعنى ببيان ما خفي اسمه أو رسمه أو وصفه أو زمانه أو مكانه، ونحو ذلك مما خفيت آثاره، أو جُهلِت أحوالُه لسبب من الأسباب الجلية أو الخفية، سواءً احتاج المكلفون إلى معرفته، بالبحث عن الوسائل التي تزيل خفاءه، وتدفع إشكاله، أم لم يحتاجوا إلى ذلك،والمبهمات في القرآن نوعان،نوع ضرب الله عن ذكره صفحاً لعدم تعلق التكليف به؛ لخلوه من الفائدة، ونوع أبهمه الله لأسباب كثيرة، وقد تتبع الإمام السيوطي هذه المبهمات في القرآن، فصنفها إلى مبهمات في أفراد الإنسان والملائكة والجان والأقوام والقبائل والحيوان والأمكنة والأزمنة، وما إلى ذلك.

## تعريف علم مبهمات القرآن

### تعريف المبهم
- المبهم لغةً: ما يصعب على الحاسة إدراكه إن كان محسوساً، وعلى الفهم إن كان معقولاً، والمبهم من الأشياء: الخالص الذي لا شيء فيه تميزه، والمبهم من الأجسام: المصمت، ومن الكلام: الغامض الذي لا يتحدد المقصود منه، والمبهم من الظروف: ما ليس له حدود تحصره.[4][8] وقيل: المبهم: اسم مفعول مشتق من الإبهام وهو الخفاء , يُقال: ليل بَهِيم، لخفاء ما فيه من الرؤية، وأَبْهم الكلام إبهاماً أي لم يبينه، واستبهم عليه الكلام إذا استغلق. كما يُقال: أمر مُبْهم: إذا كان ملتبساً لا يُعرف معناه.[9]
- المبهم اصطلاحاً: ما انغلقَ من الكلامِ، وكان يحتاجُ إلى بيانٍ لفتحِ انغلاقِه.[10]

### تعريف علم مبهمات القرآن
هو علم يُعنى ببيان ما خفي اسمه أو رسمه أو وصفه أو زمانه أو مكانه، ونحو ذلك مما خفيت آثاره، أو جهلت أحواله لسبب من الأسباب الجلية أو الخفية، سواءً احتاج المكلفون إلى معرفته، بالبحث عن الوسائل التي تزيل خفاءه، وتدفع إشكاله، أم لم يحتاجوا إلى ذلك. وعرّفه السهيلي :ما تضمنه كتاب الله العزيز من ذِكرِ من لم يُسَمِّه الله فيه باسمه العَلَم ، من نبي، أو وليّ، أو غيرهما، أو آدمي، أو مَلَك، أو بلد، أو كوكب، أو شجر، أو حيوان له اسم عَلَم، قد عُرف عند نقلة الأخبار، وغيرهم من العلماء الأخيار.

## أهمية علم مبهمات القرآن
علم مبهمات القرآن هو واحد من علوم القرآن التي اعتنى بها العلماء، فقد عدّه الإمام السيوطي العلم السبعين من علوم القرآن، فإن بيان هذه المبهمات تعطينا القدرة على فهم القرآن وحسن العمل بما جاء به والاستفادة مما فيه من دروس وعبر وعظات. وَكَانَ مِنَ السَّلَفِ مَنْ يَعْتَنِي بِهِ كَثِيرًا قَالَ عِكْرِمَةُ طَلَبْتُ الَّذِي خَرَجَ مِنْ بَيْتِهِ مُهَاجِرًا إِلَى اللَّهِ وَرَسُولِهِ ثُمَّ أَدْرَكَهُ الموت أربع عشرة سنة. وتُعين المُفَسِّر في تفسيره، بل قد تكون وسيلة من وسائل الترجيح بين أقول المفسرين إذا تَعَدَّدَت، وقد تكون من التدبُّر الذي أمر الله به، وربما تُبَين فَضائل ومناقب المُبهَمين أو مَثالِبِهم.

## نماذج من اهتمام الصحابة بالمبهمات
- قال السيوطي:[16] وقد روي عن عكرمة عن ابن عباس أنه قال: طلبت اسم الذي خرج من بيته مهاجرًا إلى الله ورسوله ثم أدركه الموت أربع عشر سنة حتى وجدته.وهذا دليل أوضح على اعتنائهم بهذا العلم ونفاسته عندهم.يقصد المبهم في قوله تعالى: ﴿وَمَنْ يُهَاجِرْ فِي سَبِيلِ اللَّهِ يَجِدْ فِي الْأَرْضِ مُرَاغَمًا كَثِيرًا وَسَعَةً وَمَنْ يَخْرُجْ مِنْ بَيْتِهِ مُهَاجِرًا إِلَى اللَّهِ وَرَسُولِهِ ثُمَّ يُدْرِكْهُ الْمَوْتُ فَقَدْ وَقَعَ أَجْرُهُ عَلَى اللَّهِ وَكَانَ اللَّهُ غَفُورًا رَحِيمًا ۝١٠٠﴾.[17]
- أخرج البخاري عن ابن عباس قال: ( لم أزل حريصاً على أن أسأل عمر عن المرأتين من أزواج النبي – صلى الله عليه وسلم – اللتين تظاهرتا على عهد رسول الله – صلى الله عليه وسلم - ، فلبثتُ سنة ما أجد له موضعاً حتى صحبته إلى مكة ، فلما كان بمرِّ الظهران (موضع بينه وبين البيت الحرام ستة عشر ميلاً)[18] ذهب يقضي حاجته ، فقال أَدرِكني بأداوةٍ من ماء ، فأتيته بها ، فلما قضى حاجته ورجع ، ذهبتُ أصُبُّ عليه، فقلت: يا أمير المؤمنين ، من المرأتان من أزواج النبي – صلى الله عليه وسلم –اللتنان قال الله فيهما: ﴿إِنْ تَتُوبَا إِلَى اللَّهِ فَقَدْ صَغَتْ قُلُوبُكُمَا وَإِنْ تَظَاهَرَا عَلَيْهِ فَإِنَّ اللَّهَ هُوَ مَوْلَاهُ وَجِبْرِيلُ وَصَالِحُ الْمُؤْمِنِينَ وَالْمَلَائِكَةُ بَعْدَ ذَلِكَ ظَهِيرٌ ۝٤﴾.[19]

فقال عمر: واعجباً يا ابن عباس ، قال الزهري: كره والله ما سأله عنه، ولم يكتمه.
قال: عائشة وحفصة.

## أنواع المبهم في القرآن
المبهمات في القرآن على الجملة نوعان:
# نوع ضرب الله عن ذكره صفحاً لعدم تعلق التكليف به؛ لخلوه من الفائدة: كمعرفة بقرة بنى إسرائيل التي أمروا بذبحها، فلا ينبغي أن نسأل عن حجمها ولونها، وهل هي عاملة أم غير عاملة، فالبحث عن ذلك تكلف لا طائل تحته، بل هو تنطع يدل على فساد العقل والطبع، وسوء الأدب مع الله عز وجل ومع كلامه المنزل. وهذا ما فعله بنو إسرائيل مع نبيهم موسى عليه السلام فقد أمرهم الله على لسان نبيه أن يذبحوا بقرة، أيَّ بقرة، ويضربوا بها القتيل، ليعلموا من قتله، ولو ذبحوا أي بقرة لتحقق المطلوب، ولكنهم سألوه عن سنّها ولونها وعملها، فشددوا على أنفسهم فشدد الله عليهم؛ فكلفوا شراء بقرة بملء جلدها ذهباً، كما جاء في الأثر، وقال الله تعالى: ﴿فَذَبَحُوهَا وَمَا كَادُواْ يَفْعَلُون ﴾.
# نوع أبهمه الله لأسباب كثيرة أهمها:
- أن يكون المبهم في موضع استغنى ببيانه في موضع آخر: كما في قوله تعالى: ﴿مَالِكِ يَوْمِ الدِّينِ ۝٤﴾[21]، فإنه مبهم على الجملة، بيّنه الله بشيء من التفصيل في قوله تعالى:﴿وَمَا أَدْرَاكَ مَا يَوْمُ الدِّينِ ۝١٧ ثُمَّ مَا أَدْرَاكَ مَا يَوْمُ الدِّينِ ۝١٨ يَوْمَ لَا تَمْلِكُ نَفْسٌ لِنَفْسٍ شَيْئًا وَالْأَمْرُ يَوْمَئِذٍ لِلَّهِ ۝١٩﴾[22]، وقوله تعالى:﴿صِرَاطَ الَّذِينَ أَنعَمتَ عَلَيهِمْ ﴾[23]، بينه بقوله تعالى:﴿وَمَنْ يُطِعِ اللَّهَ وَالرَّسُولَ فَأُولَئِكَ مَعَ الَّذِينَ أَنْعَمَ اللَّهُ عَلَيْهِمْ مِنَ النَّبِيِّينَ وَالصِّدِّيقِينَ وَالشُّهَدَاءِ وَالصَّالِحِينَ وَحَسُنَ أُولَئِكَ رَفِيقًا ۝٦٩﴾.[24]
- أن يكون المبهم معيناً باشتهاره عند المخاطبين بأي طريقة من طرق الاشتهار: فقد أخفي اسم حواء في القرآن، لاشتهاره بين الناس قديماً وحديثاً، فوُصفت بوصف يحدد صلتها بآدم، ومصيرها معه فقال تعالى: ﴿وَقُلْنَا يَا آدَمُ اسْكُنْ أَنْتَ وَزَوْجُكَ الْجَنَّةَ وَكُلَا مِنْهَا رَغَدًا حَيْثُ شِئْتُمَا وَلَا تَقْرَبَا هَذِهِ الشَّجَرَةَ فَتَكُونَا مِنَ الظَّالِمِينَ ۝٣٥﴾.[13][25]
- قد يكون إبهامه لأن أمثاله في الناس كثير: فيكون إبهامه مجرد مثل يذكر، فيكشف عن طبع أو وضع معين، يعرف بالقرائن الظاهرة فيحاكيه الناس فيه إن كان محموداً، ويتقونه إن كان مذموماً، روي أن مالك بن الصيف حين بعث رسول الله صلى الله عليه وسلم، وذكر لهم ما أخذ عليهم من الميثاق وما عهد الله إليهم فيه قال: والله ما عهد إلينا في محمد عهداً ، وما أخذ له علينا من ميثاق، فأنزل الله فيه: ﴿أَوَكُلَّمَا عَاهَدُوا عَهْدًا نَبَذَهُ فَرِيقٌ مِنْهُمْ بَلْ أَكْثَرُهُمْ لَا يُؤْمِنُونَ ۝١٠٠﴾.[26]
- أن يكون المبهم سهلاً في إدراكه لا يحتاج إلى إعمال فكر وإمعان نظر: فيكون ذكره حينئذ عبئاً على الأسلوب من جهة، وعدم ثقة في مدارك العقول من جهة أخرى، والقرآن من شأنه أن يخاطب العقول الواعية، ويدربها على التأمل والنظر وإدراك الحقائق بالقرائن المتاحة؛ كالنظر في القرآن نفسه وفي السنة النبوية، وفي التاريخ القديم، وفي عادات الناس وأحوالهم، وغير ذلك مما يحمل المعاني على محمل يزيل خفاءها، ويضعها في مواضعها.[27]
- ولا يخفي أن وجود المبهم في القرآن الكريم يدرب الذهن على كشف خفائه وإزالة إشكاله، ومعرفة أسراره القريبة والبعيدة بقدر الطاقة البشرية، ومن أمثلة ذلك ما جاء في قصة النبي شعيب ، فإنه حين أخبر عن مدين ذكر أن شعيباً أخوهم فقال تعالى: ﴿وَإِلَى مَدْيَنَ أَخَاهُمْ شُعَيْبًا﴾[28]، وحين أخبر عن أصحاب الأيكة وهم أهل مدين لم يقل أخاهم، والحكمة فيه أنه لما عرّفهم بالنسب، وهو أخوهم في ذلك النسب، ذكره، ولما عرّفهم بالأيكة التي أصابهم فيها العذاب لم يقل أخاهم؛ حيث أخرجه عنهم.[29]
- قد يبهم الاسم بقصد الستر عليه: ليكون أبلغ في استعطافه وإظهار منّة الله عليه، وهذا غالب ما جاء في القرآن. مثل قوله تعالى: ﴿وَآخَرُونَ اعْتَرَفُوا بِذُنُوبِهِمْ خَلَطُوا عَمَلًا صَالِحًا وَآخَرَ سَيِّئًا عَسَى اللَّهُ أَنْ يَتُوبَ عَلَيْهِمْ إِنَّ اللَّهَ غَفُورٌ رَحِيمٌ ۝١٠٢﴾.[30]
- قد يكون إبهامه لهوانه على الله وعلى الناس.

## تصنيف المبهمات في القرآن
وقد تتبع الإمام السيوطي هذه المبهمات في القرآن، فصنفها إلى مبهمات في أفراد الإنسان والملائكة والجان والأقوام والقبائل والحيوان والأمكنة والأزمنة، وما إلى ذلك، وسنذكر هنا شيئا من المبهمات، اعتماداً على ما نقله المفسرون والمحدّثون وغيرهم ممن عنى بذكرها:

### ما أُبهم من الرجال
في القرآن أفراد من الرجال ذكرهم الله بأوصافهم تعظيماً لشأنهم وتقديراً لجهودهم وأبهم أسماءهم؛ إمّا لشهرتهم عند نزول الآية؛ وإمّا لتدريب الذهن على معرفتهم عن طريق أوصافهم، لمحاكاتهم في تحصيل تلك الأوصاف إن استطاعوا، أو الاقتداء بهم بقدر طاقاتهم، وتعطير أفواههم بالثناء عليهم والدعاء لهم:
1. أبو بكر الصديق: الذي نزل فيه قوله تعالى: ﴿وَلَا يَأْتَلِ أُولُو الْفَضْلِ مِنْكُمْ وَالسَّعَةِ أَنْ يُؤْتُوا أُولِي الْقُرْبَى وَالْمَسَاكِينَ وَالْمُهَاجِرِينَ فِي سَبِيلِ اللَّهِ وَلْيَعْفُوا وَلْيَصْفَحُوا أَلَا تُحِبُّونَ أَنْ يَغْفِرَ اللَّهُ لَكُمْ وَاللَّهُ غَفُورٌ رَحِيمٌ ۝٢٢﴾.[32]، وقوله تعالى: ﴿إِلَّا تَنْصُرُوهُ فَقَدْ نَصَرَهُ اللَّهُ إِذْ أَخْرَجَهُ الَّذِينَ كَفَرُوا ثَانِيَ اثْنَيْنِ إِذْ هُمَا فِي الْغَارِ إِذْ يَقُولُ لِصَاحِبِهِ لَا تَحْزَنْ إِنَّ اللَّهَ مَعَنَا فَأَنْزَلَ اللَّهُ سَكِينَتَهُ عَلَيْهِ وَأَيَّدَهُ بِجُنُودٍ لَمْ تَرَوْهَا وَجَعَلَ كَلِمَةَ الَّذِينَ كَفَرُوا السُّفْلَى وَكَلِمَةُ اللَّهِ هِيَ الْعُلْيَا وَاللَّهُ عَزِيزٌ حَكِيمٌ ۝٤٠﴾.[33]، وقوله تعالى: ﴿وَالَّذِي جَاءَ بِالصِّدْقِ وَصَدَّقَ بِهِ أُولَئِكَ هُمُ الْمُتَّقُونَ ۝٣٣﴾.[34]
2. صهيب بن سنان الرومي: الذي نزل فيه قوله تعالى: ﴿وَمِنَ النَّاسِ مَنْ يَشْرِي نَفْسَهُ ابْتِغَاءَ مَرْضَاةِ اللَّهِ وَاللَّهُ رَءُوفٌ بِالْعِبَادِ ۝٢٠٧﴾.[35]
3. حبيب النّجار: الذي نزل فيه قوله تعالى: ﴿وَجَاءَ مِنْ أَقْصَى الْمَدِينَةِ رَجُلٌ يَسْعَى قَالَ يَا قَوْمِ اتَّبِعُوا الْمُرْسَلِينَ ۝٢٠﴾.[36]

### ما أُبهم من النساء
وممن عظّم الله شأنهن من النساء:
1. حواء: فقد أبهم الله اسمها لاشتهارها في الخليقة، واكتفي جل شأنه بوصفها في سياق الحديث عن آدم ، قال تعالى: ﴿وَيَا آدَمُ اسْكُنْ أَنْتَ وَزَوْجُكَ الْجَنَّةَ فَكُلَا مِنْ حَيْثُ شِئْتُمَا وَلَا تَقْرَبَا هَذِهِ الشَّجَرَةَ فَتَكُونَا مِنَ الظَّالِمِينَ ۝١٩﴾.[37]، وقوله تعالى: ﴿فَقُلْنَا يَا آدَمُ إِنَّ هَذَا عَدُوٌّ لَكَ وَلِزَوْجِكَ فَلَا يُخْرِجَنَّكُمَا مِنَ الْجَنَّةِ فَتَشْقَى ۝١١٧﴾.[38]
2. بلقيس: أبهم الله اسمها لعدم جدواه في تعظيم شأنها بالأوصاف التي ذكرها، قال تعالى: ﴿إِنِّي وَجَدْتُ امْرَأَةً تَمْلِكُهُمْ وَأُوتِيَتْ مِنْ كُلِّ شَيْءٍ وَلَهَا عَرْشٌ عَظِيمٌ ۝٢٣﴾.[39]
3. (يوكابد) أم موسى: وقد أبهم الله ذكر اسمها، واكتفي بالحديث عنها وعن وليدها، لعدم الحاجة إلى معرفة اسمها، قال تعالى: ﴿وَأَوْحَيْنَا إِلَى أُمِّ مُوسَى أَنْ أَرْضِعِيهِ فَإِذَا خِفْتِ عَلَيْهِ فَأَلْقِيهِ فِي الْيَمِّ وَلَا تَخَافِي وَلَا تَحْزَنِي إِنَّا رَادُّوهُ إِلَيْكِ وَجَاعِلُوهُ مِنَ الْمُرْسَلِينَ ۝٧﴾.[40][41]
4. خولة بنت ثعلبة: ممن أبهم الله ذكرهن تعظيما لهن وستراً عليهن، فقد جادلت رسول الله صلى الله عليه وسلم في زوجها، ورفعت شكواها إلى الله، قال تعالى: ﴿قَدْ سَمِعَ اللَّهُ قَوْلَ الَّتِي تُجَادِلُكَ فِي زَوْجِهَا وَتَشْتَكِي إِلَى اللَّهِ وَاللَّهُ يَسْمَعُ تَحَاوُرَكُمَا إِنَّ اللَّهَ سَمِيعٌ بَصِيرٌ ۝١﴾.[42]، فأنصفها ربها، وعذر زوجها، وأنزل أحكاماً تتعلق بالظهار حلاً للإشكال الذى وقع فيه زوجها، ولكل من يظاهر امرأته، مع تحريم الظهار والتغليظ في وصفه، فكان هذا التشريع من بركاتها، وقد أبهم ذكر زوجها سترا عليه، وهو أوس ابن الصامت.[43][44][45]

### ما أبهم من الجموع
ومثاله قوله تعالى: قوله تعالى: ﴿صِرَاطَ الَّذِينَ أَنْعَمْتَ عَلَيْهِمْ غَيْرِ الْمَغْضُوبِ عَلَيْهِمْ وَلَا الضَّالِّينَ ۝٧﴾. روى ابن أبي حاتم بسنده عن عدي بن حاتم قال: قال رسول الله – صلى الله عليه وسلم -: (المغضوب عليهم: اليهود، والضالين: النصارى )حسّنه ابن حجر في الفتح،وقال الماوردي: "وهو قول جميع المفسرين"،وقد ذكر الاجماع على هذا التفسير: الشوكاني.

### ما أُبهم من الأماكن
1. بيت المقدس: قال تعالى: ﴿أَوْ كَالَّذِي مَرَّ عَلَى قَرْيَةٍ وَهِيَ خَاوِيَةٌ عَلَى عُرُوشِهَا قَالَ أَنَّى يُحْيِي هَذِهِ اللَّهُ بَعْدَ مَوْتِهَا فَأَمَاتَهُ اللَّهُ مِائَةَ عَامٍ ثُمَّ بَعَثَهُ قَالَ كَمْ لَبِثْتَ قَالَ لَبِثْتُ يَوْمًا أَوْ بَعْضَ يَوْمٍ قَالَ بَلْ لَبِثْتَ مِائَةَ عَامٍ فَانْظُرْ إِلَى طَعَامِكَ وَشَرَابِكَ لَمْ يَتَسَنَّهْ وَانْظُرْ إِلَى حِمَارِكَ وَلِنَجْعَلَكَ آيَةً لِلنَّاسِ وَانْظُرْ إِلَى الْعِظَامِ كَيْفَ نُنْشِزُهَا ثُمَّ نَكْسُوهَا لَحْمًا فَلَمَّا تَبَيَّنَ لَهُ قَالَ أَعْلَمُ أَنَّ اللَّهَ عَلَى كُلِّ شَيْءٍ قَدِيرٌ ۝٢٥٩﴾.[50]، وقوله تعالى: ﴿وَإِذْ قُلْنَا ادْخُلُوا هَذِهِ الْقَرْيَةَ فَكُلُوا مِنْهَا حَيْثُ شِئْتُمْ رَغَدًا وَادْخُلُوا الْبَابَ سُجَّدًا وَقُولُوا حِطَّةٌ نَغْفِرْ لَكُمْ خَطَايَاكُمْ وَسَنَزِيدُ الْمُحْسِنِينَ ۝٥٨﴾.[51][52][53]
2. قرية أيله: الواقعة على شاطئ بحر القلزم، قال تعالى: ﴿أَوْ كَالَّذِي مَرَّ عَلَى قَرْيَةٍ وَهِيَ خَاوِيَةٌ عَلَى عُرُوشِهَا قَالَ أَنَّى يُحْيِي هَذِهِ اللَّهُ بَعْدَ مَوْتِهَا فَأَمَاتَهُ اللَّهُ مِائَةَ عَامٍ ثُمَّ بَعَثَهُ قَالَ كَمْ لَبِثْتَ قَالَ لَبِثْتُ يَوْمًا أَوْ بَعْضَ يَوْمٍ قَالَ بَلْ لَبِثْتَ مِائَةَ عَامٍ فَانْظُرْ إِلَى طَعَامِكَ وَشَرَابِكَ لَمْ يَتَسَنَّهْ وَانْظُرْ إِلَى حِمَارِكَ وَلِنَجْعَلَكَ آيَةً لِلنَّاسِ وَانْظُرْ إِلَى الْعِظَامِ كَيْفَ نُنْشِزُهَا ثُمَّ نَكْسُوهَا لَحْمًا فَلَمَّا تَبَيَّنَ لَهُ قَالَ أَعْلَمُ أَنَّ اللَّهَ عَلَى كُلِّ شَيْءٍ قَدِيرٌ ۝٢٥٩﴾ [البقرة:259].[54]
3. أنطاكية: ﴿وَاضْرِبْ لَهُمْ مَثَلًا أَصْحَابَ الْقَرْيَةِ إِذْ جَاءَهَا الْمُرْسَلُونَ ۝١٣﴾.[7][55]

### ما أُبهم من الأزمنة
ما أبهم الله ذكره في كتابه من الأزمنة:
1. الحين: قال تعالى ﴿تُؤْتِي أُكُلَهَا كُلَّ حِينٍ بِإِذْنِ رَبِّهَا وَيَضْرِبُ اللَّهُ الْأَمْثَالَ لِلنَّاسِ لَعَلَّهُمْ يَتَذَكَّرُونَ ۝٢٥﴾.[56]،وقوله تعالى: ﴿هَلْ أَتَى عَلَى الْإِنْسَانِ حِينٌ مِنَ الدَّهْرِ لَمْ يَكُنْ شَيْئًا مَذْكُورًا ۝١﴾ [الإنسان:1].[57]
2. الليلة المباركة :في قوله تعالى: ﴿إِنَّا أَنْزَلْنَاهُ فِي لَيْلَةٍ مُبَارَكَةٍ إِنَّا كُنَّا مُنْذِرِينَ ۝٣﴾.[58] والمراد بهذه الليلة: هي ليلة القدر.[59]

### ما أُبهم في الأعداد
ومثال العدد المبهم في القرآن :قوله تعالى في سورة الكهف: ﴿أَمَّا السَّفِينَةُ فَكَانَتْ لِمَسَاكِينَ يَعْمَلُونَ فِي الْبَحْرِ فَأَرَدْتُ أَنْ أَعِيبَهَا وَكَانَ وَرَاءَهُمْ مَلِكٌ يَأْخُذُ كُلَّ سَفِينَةٍ غَصْبًا ۝٧٩﴾.، قيل: كان عددهم سبعة ، وفي الكشاف: عشرة.

## ضوابط بيان المبهمات في القرآن
للعلماء في بيان المبهمات في القرآن ضوابط و أصول ، ومن أبرزها:
1. مرجع هذا العلم النقل المحض، ولا مجال للرأي فيه، وإنما يرجع القول فيه إلى قول النبي وأصحابه الآخذين عنه، والتابعين والآخذين عن الصحابة.[16]
2. لَا يَبْحَثُ فِيمَا أَخْبَرَ اللَّهُ بِاسْتِئْثَارِهِ بِعِلْمِهِ .[62]
3. المبهمات التي لم يُفصح القرآن عنها ، لا يصح الاشتغال بها.[15]

## أبرز المؤلفات في مبهمات القرآن

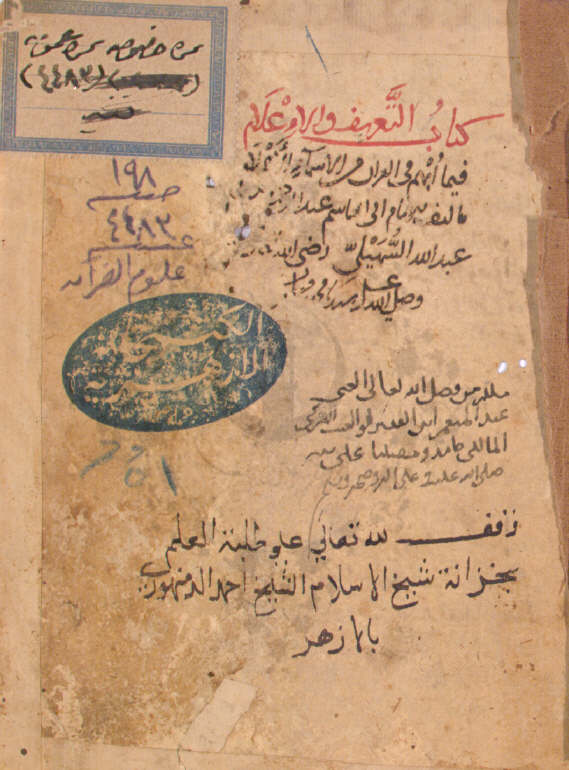
التعريف والإعلام فيما أبهم من الأسماء والأعلام في القرآن الكريم ، السهيلي: عبد الرحمن بن عبد الله الخثعمي الأندلسي (581هـ)

قال السيوطي: "افْرَدَهُ بِالتَّأْلِيفِ السُّهَيْلِيُّ ثم ابن عسكر ثُمَّ الْقَاضِي بَدْرُ الدِّينِ بْنُ جَمَاعَةَ وَلِيَ فِيهِ تَأْلِيفٌ جمع فَوَائِدَ الْكُتُبِ الْمَذْكُورَةِ مَعَ زَوَائِدَ أُخْرَى ، ومن أبرز المؤلفات:
- التعريف والإعلام فيما أبهم من الأسماء والأعلام في القرآن الكريم ، السهيلي عبد الرحمن بن عبد الله الخثعمي الأندلسي (581هـ) .وقد ذكر الزركلي في الأعلام: أن للسهيلي كتاباً آخر في المبهمات اسمه [ الإيضاح والتبيين لما أُبهم من تفسير الكتاب المبين ].[64]
- التكميل والإتمام لكتاب التعريف والإعلام ،ابن عسكـر: محمد بن علي الغسّاني الأندلسي (ت636هـ ).
- الاستدراك والإتمام للتعريف والإعلام فيما أبهم في القرآن من الأسماء والأعلام، بن فرتون: أحمد بن يوسف السلمي (ت 660هـ).
- غرر البيان لمبهمات القرآن، ابن جماعة: بدر الدين الكناني الحموي الشافعي ( ت 733هـ).
- الإحكام لبيان ما في القرآن من الإبهام، العسقلاني: أحمد بن علي بن حجر (ت852هـ).
- مفحمات الأقران في مبهمات القرآن، السيوطي :جلال الدين عبد الرحمن بن أبي بكر، (ت 911 هـ).
- تلخيص التعريف والإعلام فيما أبهم في القرآن من الأسماء والأعلام، بُحرَق: محمد بن عمر بن مبارك بن الحضرمي (ت930هـ)،اختصر فيه كتاب السهيلي :التعريف والإعلام.[65]

## وصلات خارجية
- موقع الحصن : المُبهمات في القرآن
- موقع فيصل نور :المبهمات في القرآن الكريم ،د. سامي عطا حسن ،جامعة آل البيت - المفرق ،المملكة الأردنية الهاشمية